# Zzyzx Rd.
«Zzyzx Rd» — пятый сингл американской группы Stone Sour со второго студийного альбома Come What(ever) May, вышедшего в 2006 году. Песня названа в честь одноименного шоссе в Калифорнии.

## Текст и музыкальная составляющая
Это песня о любви и длительном отсутствии дома из-за разъездов. Она посвящена бывшей жене Кори Тейлора, которая помогла ему побороть алкогольную зависимость и уберегла от суицида.
Я никогда ничего подобного не писал до этого, но это очень для меня важно: рассказать миру не только о том как она спасла меня, но и как много она для меня значит.Кори Тейлор
С точки зрения музыкальной составляющей, песня очень не типична для творчества группы именно из-за привлечения к записи профессионального пианиста. Песня начинается с аккордов на пианино, после чего начинает петь Кори Тейлор. Затем подключаются ударные, бас-гитара и акустическая гитара. Перед финальным куплетом следует гитарное соло на электрогитаре. Оканчивается песня постепенно стихающей партией пианино.
Существует также «поп-версия» данной песни. От альбомной она отличается отсутствующим финальным гитарным соло и немного измененным вокалом, вследствие чего песня короче альбомной.

## Список композиций
| №  | Название                      | Длительность |
| -- | ----------------------------- | ------------ |
| 1. | «Zzyzx Rd» (Pop Version)      | 3:58         |
| 2. | «Zzyzx Rd» (Original Version) | 5:13         |

## Участники записи
| Stone Sour - Кори Тейлор — вокал, акустическая гитара - Джеймс Рут — гитара - Джош Рэнд — гитара - Шон Экономаки — бас-гитара - Рой Майорга — ударные | Приглашенные музыканты - Рэми Джеффи — пианино |